# Jérémie Boga
Jérémie Boga (* 3. Januar 1997 in Marseille) ist ein ivorisch-französischer Fußballspieler, der aktuell beim OGC Nizza unter Vertrag steht und Nationalspieler der Elfenbeinküste ist.

## Karriere

### Verein

#### Aus Marseille zum FC Chelsea und Leihen in Europa (bis 2018)
Die Eltern von Jérémie Boga sind ivorischer Herkunft. Er selbst ist in Frankreich geboren und aufgewachsen und begann in seiner Geburtsstadt Marseille mit dem Fußballspielen. Von 2003 bis 2009 war er in den Jugendmannschaften des Amateurvereins ASPTT Marseille aktiv. 2009 ging er nach England in die Fußballschule des FC Chelsea. 2015 wurde Boga an Stade Rennes in sein Geburtsland Frankreich verliehen. Sein Debüt in der Ligue 1 gab er am 18. September 2015 im Alter von 18 Jahren gegen den OSC Lille (1:1), als er dort in der 82. Spielminute für Paul-Georges Ntep eingewechselt wurde. Zur Saison 2016/17 wurde Jérémie Boga an den FC Granada nach Spanien verliehen. In 26 Einsätzen in der Primera División erzielte er zwei Tore, den Abstieg aus der höchsten spanischen Spielklasse konnte er allerdings nicht verhindern. Zunächst kehrte Boga zu den Blues von der Stamford Bridge zurück und debütierte am 12. August 2017 in der Premier League, als er beim in der Startelf stand und bereits nach 18 Minuten durch Andreas Christensen ersetzt wurde. In der Folge verlieh der FC Chelsea ihn an den Zweitligisten Birmingham City. In der zweitgrößten englischen Stadt wurde er Stammspieler und in 31 Partien gelangen ihm fünf Torbeteiligungen (zwei Tore, drei Vorlagen).

#### Durchbruch in Italien (2018–2023)
Ende Juli 2018 wechselte Jérémie Boga vom FC Chelsea zum Erstligisten US Sassuolo Calcio nach Italien. Nach seinem ersten Spiel am 19. August 2018 am ersten Spieltag der Spielzeit 2018/19 gegen Inter Mailand behauptete er sich in der Stammformation und kam zu 25 Einsätzen, in denen er drei Treffer erzielte und ein Tor vorbereitete. Zwischenzeitlich wurde Boga von einer Verletzung gestoppt. Mit der US Sassuolo belegte er den zehnten Platz in der Abschlusstabelle. Auch in der Folgesaison, der Spielzeit 2019/20, behauptete sich Jérémie Boga in der Stammformation der US Sassuolo und erhöhte er seine Anzahl an Saisontreffern auf elf, zudem gab er vier Vorlagen und verbuchte somit 15 Torbeteiligungen. Auch dank Boga belegte US Sassuolo den achten Tabellenplatz, wobei er aufgrund von muskulären Problemen die letzten drei Spiele der Saison verpasste. Anfang 2022 wechselte Boga auf Leihbasis zum Ligarivalen Atalanta Bergamo, der ihn im Sommer 2022 fest verpflichtete.

#### Wechsel nach Frankreich (seit 2023)
Im Sommer 2023 wechselte Boga nach Frankreich zum OGC Nizza.

### Nationalmannschaft
Im September 2012 absolvierte Jérémie Boga zwei Partien für die französische U16-Nationalmannschaft (ein Treffer). Von 2014 bis 2016 lief er für die U19-Auswahl auf und erzielte gleichfalls ein Tor. In der Folge entschied sich Boga, für die Nationalmannschaft der Elfenbeinküste aufzulaufen und debütierte am 10. Juni 2017 unter Marc Wilmots in Bouaké beim 2:3 im Qualifikationsspiel für den Afrika-Cup gegen Ghana. 2022 und 2024 gehörte er dem Kader der Elfenbeinküste für den Afrika-Cup an und konnte ihn 2024 mit der Mannschaft gewinnen.